# سفين شميت
سفين شميت (بالألمانية: Sven Schmitt)‏ (27 ديسمبر 1976 في ألمانيا - ) هو لاعب كرة قدم ألماني في مركز حراسة المرمى. لعب مع آينتراخت فرانكفورت ودارمشتات 98 وEintracht Frankfurt II ‏ و1. FC Eschborn ‏ وفيكتوريا أشافنبورغ ‏ وTSG Wörsdorf ‏ وFSV 1926 Fernwald ‏.

## وصلات خارجية
- سفين شميت على موقع قاعدة بيانات كرة القدم.إي يو (الإنجليزية)
- سفين شميت على موقع بيانات كرة القدم. دي إي (الألمانية)
- سفين شميت على موقع عالم كرة القدم.نت (الإنجليزية)